# Wieża ciśnień w Sępopolu
Wieża ciśnień w Sępopolu – wieża wodna znajdująca się w Sępopolu przy ulicy Leśnej, wybudowana w 1912 roku. W 1987 została wpisana do Rejestru Zabytków.